# Giovanni Koetting
Giovanni Koetting (Ivrea, 10 marzo 1962) è un ex calciatore italiano, di ruolo centrocampista.

## Carriera

### Giocatore

Koetting, assieme a Tardelli, Gentile e Cabrini, festeggia la vittoria della Juventus nella Coppa Italia 1982-1983.

Di origini fiamminghe (il nonno emigrò nel Canavese dal Belgio) ma italiano di nascita, Koetting entrò giovanissimo nelle giovanili della Juventus, riuscendo ad entrare a 16 anni nel giro delle Nazionali Giovanili. Il battesimo nella massima serie avvenne a 18 anni, precisamente il 14 settembre 1980, alla prima giornata del campionato 1980-81, entrando in campo al 60' nelle file dell'Udinese, sconfitta in casa dall'Inter per 4-0. Collezionò la seconda presenza il successivo 30 novembre, subentrando al 78' della gara in trasferta contro la Roma, vittoriosa per 3-1. In quello stesso anno vinse con la squadra friulana il Campionato Primavera realizzando la rete decisiva nella finale contro la stessa Roma.
L'anno dopo iniziò la stagione con la Juventus che ad ottobre lo girò in prestito alla SPAL per riprenderlo la stagione successiva. Koetting rimase a Torino per tre anni (dal 1982-1983 al 1984-1985) ma non riuscì ad esprimere le sue potenzialità nella Juventus, irrimediabilmente chiuso dai grandi nomi della squadra. Ebbe però la soddisfazione di partecipare, sebbene in qualità di rincalzo, al triennio della grande Juve targata Platini e Boniek ritagliandosi 17 presenze tra campionati e Coppe con una rete all'attivo realizzata contro l'Udinese, sua ex squadra. Partecipò alla conquista del Campionato 1983-84, della Coppa delle Coppe 1983-1984 e della Coppa dei Campioni 1984-1985.
Vista l'impossibilità di dargli spazio, la Juventus lo cedette in via definitiva all'Ancona ove disputò da titolare due campionati di Serie C1. Al termine del contratto con i marchigiani richiese di essere ceduto a una società piemontese per riavvicinarsi a casa. Sfumato l'ingaggio con la Pro Vercelli per questioni contrattuali, alla prospettiva di tornare ad Ancona preferì l'abbandono della carriera professionistica, a soli venticinque anni. Proseguì l'attività agonistica ancora per alcuni anni, tra i dilettanti, giocando nell'Ivrea e nella Rivarolese. In carriera ha totalizzato complessivamente 11 presenze e una rete in Serie A e 10 presenze in Serie B.

### Allenatore
Ritiratosi dal calcio giocato è divenuto allenatore, sedendo sulle panchine di realtà dilettantistiche piemontesi quali Santhià e Sporting Bellinzago.
Al termine dell'esperienza come allenatore, diventa impiegato in una banca.

## Palmarès

### Giocatore

#### Competizioni giovanili
- Campionato Primavera: 1

Udinese: 1980-1981

#### Competizioni nazionali
- Coppa Italia: 1

Juventus: 1982-1983
- Campionato italiano: 1

Juventus: 1983-1984

#### Competizioni internazionali
- Coppa delle Coppe: 1

Juventus: 1983-1984
- Supercoppa UEFA: 1

Juventus: 1984
- Coppa dei Campioni: 1

Juventus: 1984-1985